# Odysea (film, 2016)
Odysea (v originále L'Odyssée) je francouzský životopisný film z roku 2016, který napsal a režíroval Jérôme Salle. Film zachycuje život Jacquese-Yvese Cousteaua, dává také velký prostor jeho vztahům s jeho mladším synem Philippem Cousteauem. Snímek měl světovou premiéru filmovém festivalu Rendez-vous du Film Francophone v Paříži v lednu 2016.

## Děj
Po odchodu z francouzského námořnictva se Jacques-Yves Cousteau chce pustit do podmořského průzkumu. V roce 1950 pronajme loď Calypso bohatému Britovi. Poté odjíždí se svou ženou Simone a zejména Albertem Falcem na moře. Jeho dva synové, Philippe Cousteau a Jean-Michel Cousteau, zůstávají v internátní škole. O několik let později se Philippe připojí k týmu svého otce, který natáčí sérii dokumentárních filmů financovaných americkým televizním kanálem. Philippe, který má vztah k ekologii, ke které je jeho otec necitlivý, se s ním dostane do sporu. Když podnikání Jacquese-Yvese upadá, Philippe se s ním spojí a přiměje otce přemýšlet o ochraně oceánů a ohrožených živočišných druhů. Tím dává otcově kariéře nový začátek a nový směr.

## Obsazení
| Lambert Wilson           | Jacques-Yves Cousteau                                  |
| Audrey Tautou            | Simone Cousteau                                        |
| Pierre Niney             | Philippe Cousteau                                      |
| Benjamin Lavernhe        | Jean-Michel Cousteau                                   |
| Vincent Heneine          | Albert Falco                                           |
| Laurent Lucas            | Philippe Tailliez, důstojník francouzského námořnictva |
| Thibault de Montalembert | Étienne Deshaies                                       |
| Roger Van Hool           | Daniel Cousteau                                        |
| Chloé Hirschman          | Janice Cousteau                                        |
| Adam Neill               | David Wolper                                           |
| Olivier Galfione         | Frédéric Dumas                                         |
| Martin Loizillon         | Henri Plé                                              |
| Chloé Williams           | Eugenie Clark                                          |

## Ocenění
- Mezinárodní filmový festival v San Sebastianu: Greenpeace - cena Lurra
- César: nejlepší zvuk (Marc Engels, Frédéric Demolder, Sylvain Rety a Jean-Paul Hurier)